# Цехновицер, Марк Моисеевич
Марк Моисеевич Цехновицер (1890—1945) — советский микробиолог и иммунолог, академик АМН СССР (с 1944 года).
Его двоюродный брат — О.В. Цехновицер.

## Биография
Родился в Старом Осколе (современная Белгородская область) в 1890 году, в семье земского врача Моисея-Гершона Евсеевича Цехновицера (1861).
Обучался на естественном (1913) и медицинском (1915) факультетах Харьковского университета. В 1911 году начал работать препаратором в Харьковском бактериологическом институте; в 1923 году возглавил, созданную по его инициативе, кафедру микробиологии; в 1925 году стал заведующим иммунологическим отделом, а в 1932 году — научным руководителем института. Одновременно, с 1923 года работал в Туберкулёзном институте, Харьковском институте усовершенствования врачей (в 1930 году получил звание профессора и заведовал кафедрой микробиологии), Первом Харьковском медицинском институте (с 1935 года).
В 1924 году защитил докторскую диссертацию на тему об антигенах возбудителя туберкулеза; с 1930 года — профессор. 
В 1935—1938 годах руководил контрольным отделом бактериальных препаратов Народного комиссариата здравоохранения УССР.
В 1942 году начал деятельность в Москве — заместителем директора по научной работе Центрального института контроля сывороток и вакцин им. Л. А. Тарасевича. Через два года стал членом бюро Отделения гигиены, микробиологии и эпидемиологии АМН СССР.
Был награждён орденом Ленина.
Умер в Москве 13 мая 1945 года.

## Научная деятельность
Большинство научных трудов относится к темам изучения туберкулёза, инфекционных заболеваний у детей, цереброспинального менингита, риккетсиозов, сыпного тифа и раневых инфекций. Занимался исследованиями анаэробных бактерий, возбудителей малярии, сифилиса, бешенства. Изучал проблемы иммунной системы. Доказал, что живая туберкулёзная вакцина не несёт опасности и помогает вырабатывать иммунитет. Трудился над изобретением сухой вакцины БЦЖ, лечебных и профилактических анаэробных сывороток и разрабатывал методику их выпуска. В своих работах Цехновицер сделал ряд важных научных выводов, в частности: туберкулёзная аллергия представляет собой частый случай инфекционных аллергий и имеет общие симптомы с анафилаксией, сывороточными заболеваниями; туберкулёзные аллергены не являются идентичными с туберкулёзными токсинами и т. д.
Цехновицер — член президиума учёного совета Наркомздрава СССР, заместитель председателя Всесоюзного общества микробиологов, эпидемиологов и инфекционистов, член Всесоюзной комиссии по БЦЖ.
Автор более 80 научных работ, в частности «Противотуберкулёзная вакцинация культурой BCG по Calmette» (1925), «Взаимоотношения инфекционных процессов и инфекционной аллергии» (1938).